# سيغوندو ميركادو
سيغوندو ميركادو (مواليد 5 يناير 1967) هو ملاكم إكوادوري، مثّل بلاده في الألعاب الأولمبية الصيفية 1988.

## روابط خارجية
سيغوندو ميركادو على موقع بوكس ريك (الإنجليزية) (registration required)
- سيغوندو ميركادو على موقع أوليمبيديا (الإنجليزية)